# Hemorrhage (In My Hands)
Hemorrhage (In My Hands) è un singolo del gruppo musicale statunitense Fuel, pubblicato il 14 settembre 2000 come primo estratto dal secondo album in studio Something Like Human.